# کتاب‌شناسی برتراند راسل
برتراند راسل در طول حیاتش مقالات و کتاب‌های بسیاری به جای گذاشت. فهرست زیر شامل گزیده‌ای از مشهورترین آثار وی است:

## کتاب‌ها به ترجمهٔ فارسی
| نام کتاب | مترجم فارسی                                              | انتشارات و سال انتشار                       | موضوع کتاب                                                                            |
| --- | -------------------------------------------------------- | ------------------------------------------- | ------------------------------------------------------------------------------------- |
| تحلیل علمی ـ فلسفی از اصول مارکسیسم ماتریالیسم به‌قلم برتراند راسل، موریس مترلینک، آندره ژید                                         | س. مکاروان،                                              | ۱۳۵۷.                                       | مارکسیسم                                                                              |
| ‎آرمان‌های سیاسی | مهدی افشار                                               | تهران: زرین، ۱۳۵۷.                          | علوم سیاسی                                                                            |
| پیروزی سفید | پرویز مهاجر                                              | رازی، ۱۳۶۳.                                 | ایالات متحده—سیاست و حکومت                                                            |
| در تربیت بخصوص در دوره اول کودکی | عباس شوقی                                                | ۱۳۳۹.                                       | آموزش و پرورش کودکان                                                                  |
| زناشوئی و اخلاق | ابراهیم یونسی                                            | تهران: شرکت سهامی نشر اندیشه، ۱۳۴۱.         | امور جنسی—اخلاق                                                                       |
| حقیقت و افسانه | منصور مشگین‌پوش                                           | [تهران]: رازی، ۱۳۶۱.                        | مقاله‌های انگلیسی                                                                      |
| جهان‌بینی علمی | حسن منصور                                                | تهران: آگاه، ۱۳۶۰.                          | علوم—روش‌شناسی                                                                         |
| شاهراه خوشبختی | ع. وحید مازندرانی                                        | تهران: امیرکبیر، ۱۳۵۵.                      | موفقیت                                                                                |
| زمینه‌های فلسفه | محسن امیر                                                | تهران: کیهان، ۱۳۴۹                          | فلسفه—تاریخ                                                                           |
| علم ما به عالم خارج، به عنوان زمینه‌ای برای بکاربردن روش علمی در فلسفه                                                               | منوچهر بزرگمهر                                           | تهران: بنگاه و نشر کتاب، ۱۳۴۸.              | شناخت (فلسفه)                                                                         |
| علم و مذهب | رضا مشایخی                                               | تهران: دهخدا، ۱۳۵۵.                         | علم و دین                                                                             |
| عمل و تئوری بلشویسم | احمد صبا                                                 | کتاب تهران.                                 | کمونیسم                                                                               |
| قدرت | نجف دریابندری                                            | تهران: خوارزمی، ۱۳۶۱.                       | علوم سیاسی                                                                            |
| درک تاریخ | یدالله طوسی                                              | تهران: کتابخانه ابن سینا، ۱۳۴۱.             | تاریخ—فلسفه                                                                           |
| در ستایش فراغت و چند مقاله دیگر | ابراهیم یونسی                                            | تهران: اندیشه، ۱۳۴۹.                        | مقاله‌های انگلیسی                                                                      |
| تاثیر علم بر اجتماع | محمود حیدریان                                            | تهران: دهخدا، ۱۳۴۳.                         | علوم—جنبه‌های اجتماعی                                                                  |
| مسائل فلسفی | احمد اردوبادی                                            | تهران: کانون معرفت.                         | فلسفه انگلیسی                                                                         |
| تاثیر علم بر اجتماع | مهدی افشار                                               | تهران: زرین، ۱۳۳۵.                          | علوم—جنبه‌های اجتماعی                                                                  |
| چرا مسیحی نیستم، مقالاتی چند راجع به مذهب و موضوعات مربوط به آن                                                                     | س. الف. س. طاهری.                                        |                                             | راسل، برتراند راسل، ۱۸۷۲–۱۹۷۰م. — مقاله‌ها و خطابه‌ها                                   |
| انقلاب اکتبر ۱۹۱۷ و اسلام | مهدی قائنی                                               | قم: خانه کتاب، ۱۳۵۹.                        | روسیه شوروی—اوضاع اجتماعی                                                             |
| جنایات جنگ در ویتنام | ایرج مهدویان                                             | تهران: فرهنگ، ۱۳۴۷.                         | جنگ ویتنام، ۱۹۶۱–۱۹۷۵م                                                                |
| مسائل فلسفه | منوچهر بزرگمهر                                           | [تهران]: خوارزمی، ۱۳۴۷.                     | فلسفه انگلیسی                                                                         |
| مرجع قدرت و فرد | منصور مشگین‌پوش                                           | تهران: رازی، ۱۳۶۲.                          | قدرت (علوم اجتماعی)                                                                   |
| قدرت، دولت و فرد | علیرضا شاهین نوری                                        | تهران: دهخدا.                               | قدرت (علوم اجتماعی)                                                                   |
| آینده بشر | م. منصور                                                 | نشر اندیشه، ۱۳۴۳.                           | انسان‌شناسی—مقاله‌ها و خطابه‌ها                                                          |
| اخلاق و سیاست در جامعه | محمود حیدریان                                            | ۱۳۴۹.                                       | اخلاق اجتماعی                                                                         |
| آیا بشر آینده‌ای هم دارد؟ | م. منصور                                                 | تهران: مروارید، ۱۳۴۴.                       | حقوق بشر                                                                              |
| تحلیل ذهن | منوچهر بزرگمهر                                           | تهران: شرکت سهامی انتشارات خوارزمی، ۱۳۴۸.   | روانشناسی                                                                             |
| تسخیر خوشبختی | فریدون حاجتی                                             | تهران: گنجینه، ۱۳۶۹.                        | خوشبختی                                                                               |
| جستارهای فلسفی | میر شمس‌الدین ادیب سلطانی                                 | تهران: امیرکبیر، ۱۳۶۳.                      | فلسفه جدید                                                                            |
| چرا مسیحی نیستم | روح‌الله عباسی                                            | تهران: انتشارات روز، ۱۳۴۷.                  | آزاداندیشی                                                                            |
| تاریخ فلسفه غرب و روابط آن با اوضاع سیاسی و اجتماعی از قدیم تا امروز                                                                | نجف دریابندری                                            | ۱۳۴۷.                                       | فلسفه—تاریخ                                                                           |
| الفبای نسبیت | محمود خاتمی                                              | مؤسسه انتشارات مدبر، ۱۳۷۰.                  | نسبیت (فیزیک)                                                                         |
| مفهوم نسبیت انشتین و نتایج فلسفی آن                                                                                                 | مرتضی طلوعی                                              | تهران: امیرکبیر، ۱۳۴۰.                      | نسبیت (فیزیک)                                                                         |
| ماده و یاد: رهیافتی به رابطه جسم و روح اثر هانری برگسن با توضیحات و مقدمه‌ای در نقل آراء دانشمندان اخیر و پاسخ اعتراضات برتراند راسل | مترجم علی قلی بیانی                                      | تهران: دفتر نشر فرهنگ اسلامی، ۱۳۷۵.         | جسم و جان                                                                             |
| جنگ هسته‌ای | فریدون حاجتی                                             | تهران: اکباتان، ۱۳۶۲.                       | جنگ هسته‌ای                                                                            |
| شرح حال برتراند راسل بقلم خودش | مسعود انصاری                                             | تهران: فروغی، ۱۳۵۰.                         | راسل، برتراند راسل، ۱۸۷۲–۱۹۷۰م. Russell, Bertrand Russell                             |
| امیدهای نو | شایگان                                                   | [تهران]، [‎۱۳۳۶؟].                           | مسائل اجتماعی                                                                         |
| آرمانهای سیاسی | حسن سیدی منصور                                           | تبریز: ابن‌سینا، ۱۳۴۶.                       | علوم سیاسی                                                                            |
| زناشوئی و اخلاق | مهدی افشار                                               | تهران: کاویان، ۱۳۵۴.                        | امور جنسی—اخلاق                                                                       |
| زندگینامه برتراند راسل به قلم خودش                                                                                                  | احمد بیرشک                                               | تهران: خوارزمی، ۱۳۷۷.                       | راسل، برتراند راسل، ۱۸۷۲–۱۹۷۰م. Russell, Bertrand Russell—سرگذشتنامه                  |
| قدرت «تحلیل جدید جامعه» | هوشنگ منتصری                                             | تهران: مؤسسه مطبوعاتی عطائی.                | علوم سیاسی                                                                            |
| قدرت | نجف دریابندری                                            | تهران: خوارزمی، ۱۳۷۱.                       | علوم سیاسی                                                                            |
| جنگ ویتنام | صمد خیرخواه                                              | [تهران]: شرکت سهامی انتشارات خوارزمی، ۱۳۵۱. | جنگ ویتنام، ۱۹۶۱–۱۹۷۵م                                                                |
| مشکلات جهانی افزایش جمعیت مجموعه مقالات شامل: ۱ـ فشار جمعیت و جنگ…[و دیگران]                                                        | احمد کتابی                                               | [تهران]: چاپخانه خوشه، ۱۳۵۱.                | جمعیت                                                                                 |
| مقدمه‌ای بر فلسفه ریاضی | ابوالقاسم لاله.                                          | [تهران]: یاسین، ۱۳۷۶                        | ریاضیات—فلسفه                                                                         |
| جهانی که من می‌شناسم | روح‌الله عباسی                                            | تهران: امیرکبیر، ۱۳۴۵.                      | تحولات اجتماعی                                                                        |
| تسخیر خوشبختی | مهدی قراچه‌داغی                                           | تهران: نشر ذهن‌آویز، ۱۳۷۸.                   | خوشبختی                                                                               |
| آموزش و زندگی بهتر | ناهید فخرائی                                             | تهران: بنگاه و نشر کتاب، ۱۳۵۵.              | آموزش و پرورش                                                                         |
| عرفان و منطق | نجف دریابندری                                            | تهران: کتاب‌های جیبی، ۱۳۶۲.                  | فلسفه—مقاله‌ها و خطابه‌ها                                                               |
| شرح انتقادی فلسفه لایبنیتس به ضمیمه قطعات برجسته به همراه مقدمه جدید جان اسلاتر                                                     | ایرج قانونی                                              | تهران: نشر نی، ۱۳۸۲.                        | لایبنیتس، گوتفرید ویلهلم فون، ۱۶۴۶–۱۷۱۶م. Leibniz, Gattfried Willhelm von—نقد و تفسیر |
| زناشویی و اخلاق | ح. منتظم                                                 | تهران: بنگاه نشر اندیشه، ۱۳۳۷.              | امور جنسی—اخلاق                                                                       |
| گزیده آثار راسل | مهدی افشار ویرایش رابرت ای. اگنر                         | [تهران]: زرین، [-‎۱۳۵].                      | راسل، برتراند راسل، ۱۸۷۲–۱۹۷۰م. Russell, Bertrand Russell                             |
| الفبای شهروند خوب و تاریخ جهان در یک‌کلام                                                                                            | رضی هیرمندی تصویرگر: فرانسیسکا تمرسون زیر نظر شورای ادبی | تهران: افق، ۱۳۸۶.                           | طنز انگلیسی                                                                           |
| تاریخ فلسفه غرب [ویرایش ‎۲؟] | نجف دریا بندری                                           | تهران: کتاب پرواز، ۱۳۷۳.                    | فلسفه غرب                                                                             |
| فلسفه تحلیل منطقی (برگرفته از تاریخ فلسفه غرب)                                                                                      | گزینش و سعید توکلی پارسان                                | تهران: کتاب روشن، ۱۳۸۷.                     | فلسفه غرب                                                                             |
| آزادی و سازمان: پیدایش و سیر تکوین سوسیالیسم، لیبرالیسم، رادیکالیسم، ناسیونالیسم                                                    | علی رامین                                                | تهران: فرزان، ۱۳۸۶.                         | آزادی                                                                                 |
| تکامل فلسفی من | نواب مقربی                                               | تهران: صراط، ۱۳۸۷.                          | راسل، برتراند راسل، ۱۸۷۲–۱۹۷۰م. Russell, Bertrand Russell                             |
| تحلیل ذهن | منوچهر بزرگمهر                                           | تهران: خوارزمی، ۱۳۸۷.                       | روانشناسی                                                                             |
| جهان‌بینی [ویرایش ‎۲؟] | حسن منصور                                                | تهران: آگاه، ۱۳۷۸.                          | علوم                                                                                  |
| عرفان و منطق | نجف دریابندری                                            | تهران: شرکت سهامی کتاب‌های جیبی، [‎۱۳۴۹].     | فلسفه—مقاله‌ها و خطابه‌ها                                                               |
| اتمیسم منطقی | اجلال پی‌کانی                                             | تهران: علم، ۱۳۸۸.                           | ذره‌گرایی                                                                              |
| رسالهٔ منطقی ـ فلسفی [ویرایش؟] نوشتهٔ لودویگ ویتگنشتاین: درآمد برتراند راسل                                                           | میر شمس‌الدین ادیب سلطانی                                 | تهران: امیرکبیر، ۱۳۸۸.                      | منطق ریاضی                                                                            |
| اصول نوسازی جامعه | مهدی افشار                                               | تهران: زرین، ۲۵۳۷ = ۱۳۵۷.                   | جامعه‌شناسی                                                                            |
| تاریخ فلسفه غرب [ویرایش ‎۲] | نجف دریابندری                                            | تهران: کتاب پرواز: کتاب آوند دانش، ۱۳۹۰.    | فلسفه—تاریخ                                                                           |
| تاریخ فلسفه غرب | نجف دریابندری                                            | تهران: پرواز، ۱۳۶۵.                         | فلسفه—تاریخ                                                                           |
| برگزیدهٔ نوشته‌های اساسی برتراند راسل/ رابرت اگنر، لستر دنان                                                                          | کاظم فیروزمند                                            | تهران: مهر ویستا، ۱۳۹۱.                     | راسل، برتراند راسل، ۱۸۷۲–۱۹۷۰م.                                                       |
| ‎قدرت و فرد | مهدی افشارزرین                                           |                                             | قدرت (علوم اجتماعی)                                                                   |
| سه رساله در باب معنی/ گوتلب فرگه، برتراند راسل، پیتر استراوسن                                                                       | راحله گندمکار                                            | تهران: نشر قطره، ۱۳۹۱.                      | معنی‌شناسی (فلسفه)                                                                     |
| مسائل فلسفه | منوچهر بزرگمهر                                           | تهران: خوارزمی، ۱۳۹۰                        | فلسفه انگلیسی                                                                         |
| قدرت | نجف دریابندری                                            | تهران: خوارزمی، ۱۳۹۰                        | قدرت (علوم اجتماعی)                                                                   |
| در ستایش بطالت | محمدرضا خانی                                             | تهران: نیلوفر، ۱۳۹۳.                        | مسائل اجتماعی                                                                         |
| پژوهشی در معناداری و صدق | همایون کاکا سلطانی                                       | تهران: جامی، ۱۳۹۴.                          | معنی‌شناسی (فلسفه)                                                                     |
| مسئله چین | امیر سلطان‌زاده                                           | تهران: علم، ۱۳۹۴.                           | چین                                                                                   |
| چرا من مسیحی نیستم و مقالاتی دیگر دربارهٔ دین و موضوعات مربوط به آن                                                                  | گردآوری: پل ادواردز مترجم امیر سلطان‌زاده                 | تهران: علم، ۱۳۹۵.                           | آزاداندیشی                                                                            |
| بلشویسم از تئوری تا عمل | امیر سلطان‌زاده                                           | تهران: علم، ۱۳۹۵.                           | کمونیسم                                                                               |